# Saison 2017 de l'équipe cycliste Kuwait-Cartucho.es
La saison 2017 de l'équipe cycliste Kuwait-Cartucho.es est la première de cette équipe.

## Préparation de la saison 2017

### Arrivées et départs
Cette saison étant la première de l'équipe Kuwait-Cartucho.es, les coureurs sont, en conséquence, tous nouveaux.

## Coureurs et encadrement technique

### Effectif
| Cycliste              | Date de naissance | Nationalité    | Équipe 2016                    |  |
| --------------------- | ----------------- | -------------- | ------------------------------ |  |
| Abdulhadi Alajmi      | 2 mai 1995        | Koweït         | Massi-Kuwait Project           |  |
| Mohammad Alhattab     | 10 février 1992   | Koweït         |                                |  |
| Khaled Alkhalaifah    | 23 avril 1995     | Koweït         | Massi-Kuwait Project           |  |
| Salman Alsaffar       | 26 janvier 1989   | Koweït         | Massi-Kuwait Project           |  |
| Matt Boys             | 13 novembre 1989  | Australie      | Envelopemaster Giant Sheffield |  |
| Axel Costa            | 10 octobre 1994   | Espagne        | Massi-Kuwait Project           |  |
| Awet Gebremedhin      | 5 février 1992    | Érythrée       | Marco Polo                     |  |
| Fernando Grijalba     | 14 janvier 1991   | Espagne        | Inteja-MMR Dominican           |  |
| José Manuel Gutiérrez | 4 mai 1988        | Espagne        | CC Rías Baixas                 |  |
| Songezo Jim           | 17 septembre 1990 | Afrique du Sud | Dimension Data                 |  |
| Andreas Keuser        | 14 avril 1974     | Allemagne      | Massi-Kuwait Project           |  |
| Ali Moslim            | 1er novembre 1994 | Koweït         | Massi-Kuwait Project           |  |
| Salaheddine Mraouni   | 28 décembre 1992  | Maroc          |                                |  |
| Davide Rebellin       | 9 août 1971       | Italie         | CCC Sprandi Polkowice          |  |
| Stefan Schumacher     | 21 juillet 1981   | Allemagne      | Christina Jewelry              |  |
| Björn Thurau          | 23 juillet 1988   | Allemagne      | Wanty-Groupe Gobert            |  |
| Edwin Torres          | 14 février 1997   | Venezuela      | EC Cartucho.es                 |  |

## Bilan de la saison

### Victoires
| Date       | Course                           | Pays        | Classe | Vainqueur           |
| ---------- | -------------------------------- | ----------- | ------ | ------------------- |
| 20/02/2017 | 3e étape du Tour des Philippines | Philippines | 2.2    | Fernando Grijalba   |
| 14/03/2017 | 4e étape du Tour du Cameroun     | Cameroun    | 2.2    | Salaheddine Mraouni |